# Плезіо
Плезіо (італ. Plesio) — муніципалітет в Італії, у регіоні Ломбардія, провінція Комо.
Плезіо розташоване на відстані близько 530 км на північний захід від Рима, 70 км на північ від Мілана, 29 км на північний схід від Комо.
Населення — 846 осіб (2014).

Щорічний фестиваль відбувається 29 жовтня. Покровитель — San Fedele martire.

## Демографія
Населення за роками:

Станом на 1 січня 2023 року в муніципалітеті офіційно проживало 69 іноземців з 22 країн, серед них 19 громадян країн Євросоюзу та 1 громадянин України.

## Клімат
| Milano Malpensa               | Місяці | Місяці | Місяці | Місяці | Місяці | Місяці | Місяці | Місяці | Місяці | Місяці | Місяці | Місяці | Пора | Пора | Пора | Пора | Рік  |
| Milano Malpensa               | Січ    | Лют    | Бер    | Кві    | Тра    | Чер    | Лип    | Сер    | Вер    | Жов    | Лис    | Гру    | Зим  | Вес  | Літ  | Осі  | Рік  |
| ----------------------------- | ------ | ------ | ------ | ------ | ------ | ------ | ------ | ------ | ------ | ------ | ------ | ------ | ---- | ---- | ---- | ---- | ---- |
| Темп. макс. (°C)              | 6      | 9      | 13     | 17     | 21     | 26     | 29     | 28     | 24     | 18     | 11     | 7      | 7.3  | 17   | 27.7 | 17.7 | 17.4 |
| Темп. мін. (°C)               | -4     | -3     | 0      | 4      | 9      | 13     | 15     | 15     | 12     | 6      | 1      | -4     | -3.7 | 4.3  | 14.3 | 6.3  | 5.3  |
| Опади (мм)                    | 68     | 77     | 100    | 106    | 132    | 93     | 67     | 98     | 73     | 107    | 106    | 55     | 200  | 338  | 258  | 286  | 1082 |
| Дні опадів (≥ 1 мм)           | 6      | 6      | 7      | 9      | 10     | 9      | 6      | 7      | 6      | 8      | 7      | 6      | 18   | 26   | 22   | 21   | 87   |
| Вологість повітря (%)         | 78     | 76     | 69     | 73     | 74     | 74     | 74     | 73     | 74     | 77     | 80     | 80     | 78   | 72   | 73.7 | 77   | 75.2 |
| Абсолютна геліофанія (години) | 4      | 5      | 6      | 7      | 9      | 11     | 11     | 10     | 8      | 6      | 4      | 3      | 4    | 7.3  | 10.7 | 6    | 7    |
| Роза вітрів (Вузлів)          | N 4    | WSW 9  | SSW 9  | SSW 9  | SSW 9  | SSW 9  | SSW 9  | SSW 9  | S 4    | S 4    | SSW 4  | N 4    | 5.7  | 9    | 9    | 4    | 6.9  |

## Сусідні муніципалітети
- Кремія
- Гарцено
- Грандола-ед-Уніті
- Менаджо
- Сан-Сіро